# Туркменбашинская ТЭЦ
Туркменбашинская ТЭЦ (сокращённо ТТЭЦ), ранее известная как Красноводская ТЭЦ-2 — туркменская ТЭЦ, расположенная на западе страны, в городе Туркменбашы Балканского велаята. Строительство началось в 1962 году, в эксплуатации с 1965 года.

## Характеристики
Тепловая электростанция, в качестве топлива использует сжиженный природный газ. Уникальность этой ТЭЦ — работа на морской воде, из которой с помощью двух промышленных испарительных установок получается дистиллированная вода, используемая в паровых котлах.
Изначально в состав электростанции входили три теплофикационные паровые турбины с генераторами суммарной мощностью 170 МВт, позже списанные как физически непригодные. В 1980 и 1984 годах были построены два энергоблока мощностью 210 МВт каждый с паротурбинными установками. По оценке середины 2000-х, из-за дефектов блоки несли мощности от 100 до 120 МВт; две установленные паровые турбины типа ПТ-60МЛЗ (введены в декабре 1965 и 1966 годов соответственно) несли мощностью 25 МВт при расчётной 60 МВт из-за плохого технического состояния и высокой наработке (43 и 44 года при нормативе 26 лет).
Туркменбашинская ТЭЦ обеспечивает экспорт энергии в Турцию по ЛЭП «Гонбад-Хой-Башкале», а также распределяет энергию по стране по линиям «Ашхабад-Балканабад-Туркменбаши» и «Туркменбаши-Дашогуз». Вместе с тем её расценивают как основной источник загрязнения Красноводского залива: использованная для охлаждения вода попросту сбрасывается в открытое море.
В 2012 году в рамках программы президента Туркменистана по социально-экономическому развитию страны на 2012—2016 годы было заявлено о начале строительства высоковольтной линии ВЛ-500кВ «Ашхабад-Балканабад-Туркменбаши» для взаимного резервирования восточной и западной частей Туркменской энергосистемы. До 2030 года запланирована модернизация двух блоков электростанции.